# قيادة بالوكالة
القيادة بالوكالة مشتقة من مصطلح الوكالة. يوجد أسلوب القيادة هذا عمومًا في مجال الأعمال التجارية ويمارسه شخص يترأس مجموعة من المرؤوسين. ويتميز هذا الشخص بـالإصرار والتنافسية والاستقلال والشجاعة، كما أنه بارع في أداء مهامه.